# Texas Legends
Texas Legends – zawodowy zespół koszykarski, z siedzibą w mieście Frisco (Teksas). Drużyna jest członkiem ligi D-League. Klub powstał w 2006 roku, jako Colorado 14ers. Jego spotkania były rozgrywane w Broomfield Event Center, w Broomfield, (Kolorado). W 2009 roku zespół został sprzedany grupie inwestorów – Texas D-League Management, LLC. Przeniesiono go do Frisco, a nazwę zmieniono na Legends. Przez jeden sezon po transakcji drużyna nie występowała w lidze, rozgrywki wznowiła od sezonu 2010/11.
Największym sukcesem zespołu było zdobycie tytułu mistrza D-League w 2009 roku, jeszcze pod pierwotną nazwą Colorado 14ers. Drużyna zdeklasowała wtedy Utah Flash, pokonując ich ostatecznie 2–0.

## Powiązania z zespołamiNBA
- Dallas Mavericks(od 2010)
- Denver Nuggets (2006–09)
- New Jersey Nets (2006–09)
- Toronto Raptors (2006–08)
- Chicago Bulls (2006–2007)

## Zawodnicy z doświadczeniem w NBA
- Joe Alexander (2010–2011)
- Kelenna Azubuike (2012)
- Antonio Daniels (2010–2011, 2012)
- Chris Douglas-Roberts (2012, 2013)
- Devin Ebanks (2013–2014)
- Melvin Ely (2012–2014)
- Dan Gadzuric (2012)
- Reece Gaines (2010)
- Terrel Harris (2013–2014)
- Damion James (2014)
- Dominique Jones (2010–2011, 2012)

- Didier Ilunga-Mbenga (2012)
- Rashad McCants (2010–2011)
- Fab Melo (2014–present)
- James Nunnally (2014)
- Greg Ostertag (2011–2012)
- Sean Singletary (2012–2013, 2013–2014)
- Alando Tucker (2012)
- Delonte West (2013)
- Sean Williams (2010–2011, 2011–2012, 2012–2013)
- Yi Jianlian (2012)

## Wyniki sezon po sezonie
| Sezon                  | Dywizja / Konferencja  | Miejsce                | W                     | P                     | %                     | Play–offs |                |
| Colorado 14ers         | Colorado 14ers         | Colorado 14ers         | Colorado 14ers        | Colorado 14ers        | Colorado 14ers        | Colorado 14ers | Colorado 14ers |
| ---------------------- | ---------------------- | ---------------------- | --------------------- | --------------------- | --------------------- | --- | -------------- |
| 2006–07                | Zachodnia              | 2                      | 28                    | 22                    | 56                    | Wygrana – Runda I (Albuquerque Thunderbirds), 130–100 Wygrana – Runda II (Idaho Stampede), 94–91 (OT) Przegrana – Finały D-League (Dakota Wizards), 129–121 (OT) |                |
| 2007–08                | Południowo–Zachodnia   | 2                      | 29                    | 21                    | 58                    | Przegrana – Półfinały (Los Angeles D-Fenders), 102–95 |                |
| 2008–09                | Południowo–Zachodnia   | 1                      | 34                    | 16                    | 68                    | Wygrana – Runda I (Erie BayHawks), 129–108 Wygrana – Runda II (Austin Toros), 114–111 Wygrana – Finały D-League (Utah Flash), 2–0                                |                |
| Texas Legends          |                        |                        |                       |                       |                       | |                |
| 2009–10                | Zespół nie występował  | Zespół nie występował  | Zespół nie występował | Zespół nie występował | Zespół nie występował | Zespół nie występował |                |
| 2010–11                | Zachodnia              | 6                      | 24                    | 26                    | 48                    | Wygrana – Runda I Tulsa 66ers, 2–1 |                |
| 2011–12                | Zachodnia              | 4                      | 24                    | 26                    | 48                    | -- |                |
| 2012–13                | Centralna              | 5                      | 21                    | 29                    | 42                    | -- |                |
| 2013–14                | Centralna              | 4                      | 24                    | 26                    | 48                    | -- |                |
| Suma - sezon regularny | Suma - sezon regularny | Suma - sezon regularny | 184                   | 166                   | 52,6                  | |                |
| Suma - play-off        | Suma - play-off        | Suma - play-off        | 7                     | 4                     | 63,6                  | |                |

## Skład mistrzowski 2008/09
Trener: Robert MacKinnon 

Asystent trenera: Robert Campbell 

Asystent trenera: Casey Owens

Trener kondycyjny: Mia Del Hierro
| #  | Nar.              | Poz. | Wz. | Zawodnik            | Pozyskany  | Uczelnia              |
| 10 | Stany Zjednoczone | G    | 6'1 | Eddie Gill          | 2007/08/09 | Weber State           |
| 12 | Stany Zjednoczone | G    | 6'5 | Billy Thomas        | 2007/08/09 | Kansas                |
| 14 | Stany Zjednoczone | G    | 183 | John Lucas          | 2009       | Oklahoma State        |
| 17 | Stany Zjednoczone | G    | 183 | Vernon Hamilton     | 2009       | Clemson               |
| 18 | Stany Zjednoczone | G    | 198 | Sonny Weems         | 2008/09    | Arkansas              |
| 19 | Stany Zjednoczone | G    | 191 | Dominique Coleman   | 2008       | Colorado              |
| 21 | Stany Zjednoczone | C    | 208 | Joe Dabbert         | 2008       | Creighton             |
| 22 | Stany Zjednoczone | F/C  | 203 | Josh Davis          | 2008       | Wyoming               |
| 23 | Stany Zjednoczone | F    | 206 | Trey Gilder         | 2008       | Northwestern State    |
| 33 | Stany Zjednoczone | F    | 206 | Jamar Brown         | 2008/09    | Colorado State-Pueblo |
| 34 | Stany Zjednoczone | G/F  | 193 | Damien Lolar        | 2007/09    | West Texas A&M        |
| 50 | Stany Zjednoczone | C    | 206 | Kentrell Gransberry | 2009       | South Florida         |

## Nagrody i wyróżnienia
| Debiutant Roku        | Impact Player     | Sportsmanship Award | Menedżer Roku     |
| --------------------- | ----------------- | ------------------- | ----------------- |
| Louis Amundson (2007) | Eddie Gill (2009) | Billy Thomas (2008) | Bill Boyce (2013) |

I skład D-League
- Joe Alexander (2011)
- Louis Amundson (2007)
- Elton Brown (2007)
- Von Wafer (2007)
- Eddie Gill (2008)
- Jameel Warney (2018)

II skład D-League
- James Nunnally (2014)
- Kaniel Dickens (2008)
- Josh Davis (2009)
- Johnathan Motley (2018)

III skład D-League
- Antonio Daniels (2011)
- Sean Williams (2011–2012)
- Billy Thomas (2008)
- Eddie Gill (2009)
- Eric Griffin (2015)

All-D-League Honorable Mention Team
- Pooh Jeter (2007)
- Joe Dabbert (2009)
- Justin Dentmon (2011, 2013)
- Damion James (2014)
- Melvin Ely (2014)

I skład defensywny D-League
- Sean Williams (2011–2012)

II skład defensywny D-League
- Eric Griffin (2015)

II skład debiutantów D-League
- P.J. Hairston (2014)

Uczestnicy meczu gwiazd

- Pooh Jeter (2007)[12]
- Rick Rickert (2007)[12]
- Elton Brown (2007–2008)[12][13]
- Von Wafer (2007)[12]
- Kaniel Dickens (2008)[13]
- Rick Rickert (2007)[12]

- Billy Thomas (2008)[13]
- Eddie Gill (2008)[13]
- Josh Davis (2009)[14]
- Joe Alexander (2011)[15]
- Sean Williams (2011)[15]
- Justin Dentmon (2013)[16]

- Devin Ebanks (2014)[17]
- Melvin Ely (2014)[17]
- Eric Griffin (2015)[18]
- Pierre Jackson (2017)[19]

Zwycięzcy konkursu rzutów za 3 punkty
- Booker Woodfox (2011–2012)